# Clorură de fosforil
Clorura de fosforil (sau oxiclorura de fosfor) este un lichid incolor cu formula chimică POCl3. Hidrolizează în aer umed, iar în urma reacției eliberează acid fosforic și acid clorhidric gazos. Aceasta este fabricată la nivel industrial pe o scară largă de la triclorură de fosfor și oxigen sau pentoxid de fosfor.